# Hans R. Griem
Hans Rudolf Griem (* 7. Oktober 1928 in Kiel; † 2. Oktober 2019) war ein deutschamerikanischer Physiker, der sich vor allem mit experimenteller Plasmaphysik beschäftigte.

## Leben
Griem machte 1949 in Kiel sein Abitur und studierte dort bis zur Promotion 1954 Physik.  1954/55 war er als Fulbright Fellow an der University of Maryland, wo er sich mit Forschungen zur Physik der oberen Atmosphäre beschäftigte.
Ab 1955 war er Assistent an der Universität Kiel und ab 1957 Assistant Professor für Plasmaphysik an der University of Maryland. 1961 wurde er dort Associate Professor und 1963 Professor. 1967 wurde er Fellow der American Physical Society. Ab 1994 war er Professor Emeritus.
Von 1976 bis 1994 war er Berater des Los Alamos National Laboratory.
1991 erhielt er den James-Clerk-Maxwell-Preis für Plasmaphysik.

## Schriften
- Plasma Spectroscopy. McGraw-Hill, 1964
- Spectral Line Broadening by Plasmas. Academic Press, 1974
- Principles of Plasma Spectroscopy. Cambridge University Press, 1997